# Анестиади, Василий Христофорович
Василий Христофорович Анестиади (рум. Vasile Anestiadi; 4 мая 1928, Саратены, Бессарабия — 13 ноября 2014, Кишинёв) — молдавский учёный, морфолог человека и животных. Академик АН МолдССР (с 1972).

## Биография
Из греческой семьи. Брат Николая Анестиади. 
Окончил с отличием Кишиневский медицинский институт (1951). Работал там же: аспирант, ассистент, с 1958 — зав. кафедрой патологической анатомии, в 1962 −1963 -проректор, в 1963—1986 ректор. В 1986—1991 зав. лабораторией патологии, в 1990—1995 член президиума АН Молдавии, с 1999 директор научного центра патобиологии и патологии.

## Научная деятельность
Доктор медицинских наук («Об изменениях аорты и артерий при ранних стадиях атеросклероза», 1963), профессор (1964), член-корреспондент (1965) и академик Академии наук Молдавской ССР (1972). Президент Совета ректоров вузов Молдавии (1977—1986).
Автор научных работ по морфологии сердечно-сосудистой системы в условиях нормы, патологии и старения организма.
Монография: Морфогенез атеросклероза / В. Х. Анестиади, В. А. Нагорнев; ред. Е. Г. Зота. — Кишинев: Штиинца, 1982. — 322 с.

## Награды
Лауреат Государственной премии Молдавской ССР (1977). Награждён орденами Знак Почёта (1971), Дружбы народов (1981), Трудовая слава (1996), двумя орденами Трудового Красного Знамени (1961, 1976), орденом Республики (2005), медалями 50 лет Победы (Иерусалим, 1999), SIVavilova (1976), Дмитрия Кантемира (2003) и 60 лет АНМ (2006).